# Marian Szczyrbuła

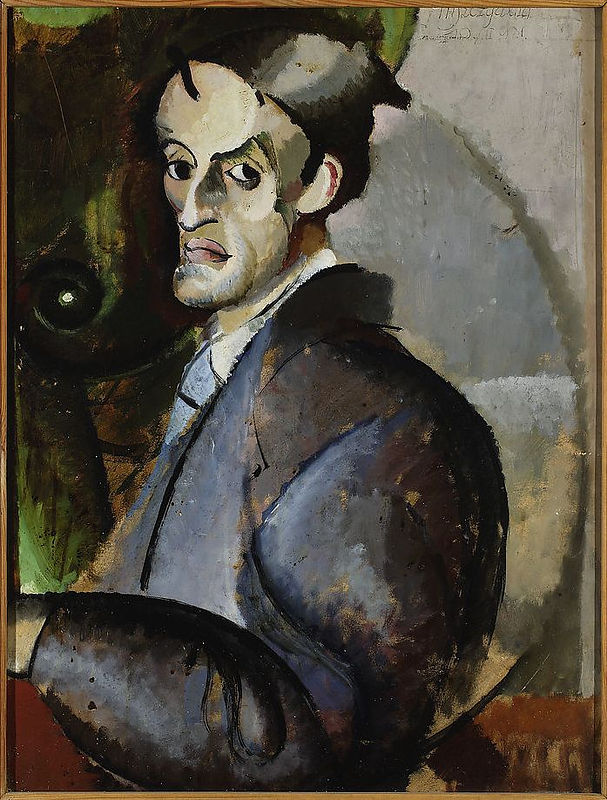
Marian Szczyrbuła, Autoportret, 1921, Muzeum Narodowe w Warszawie

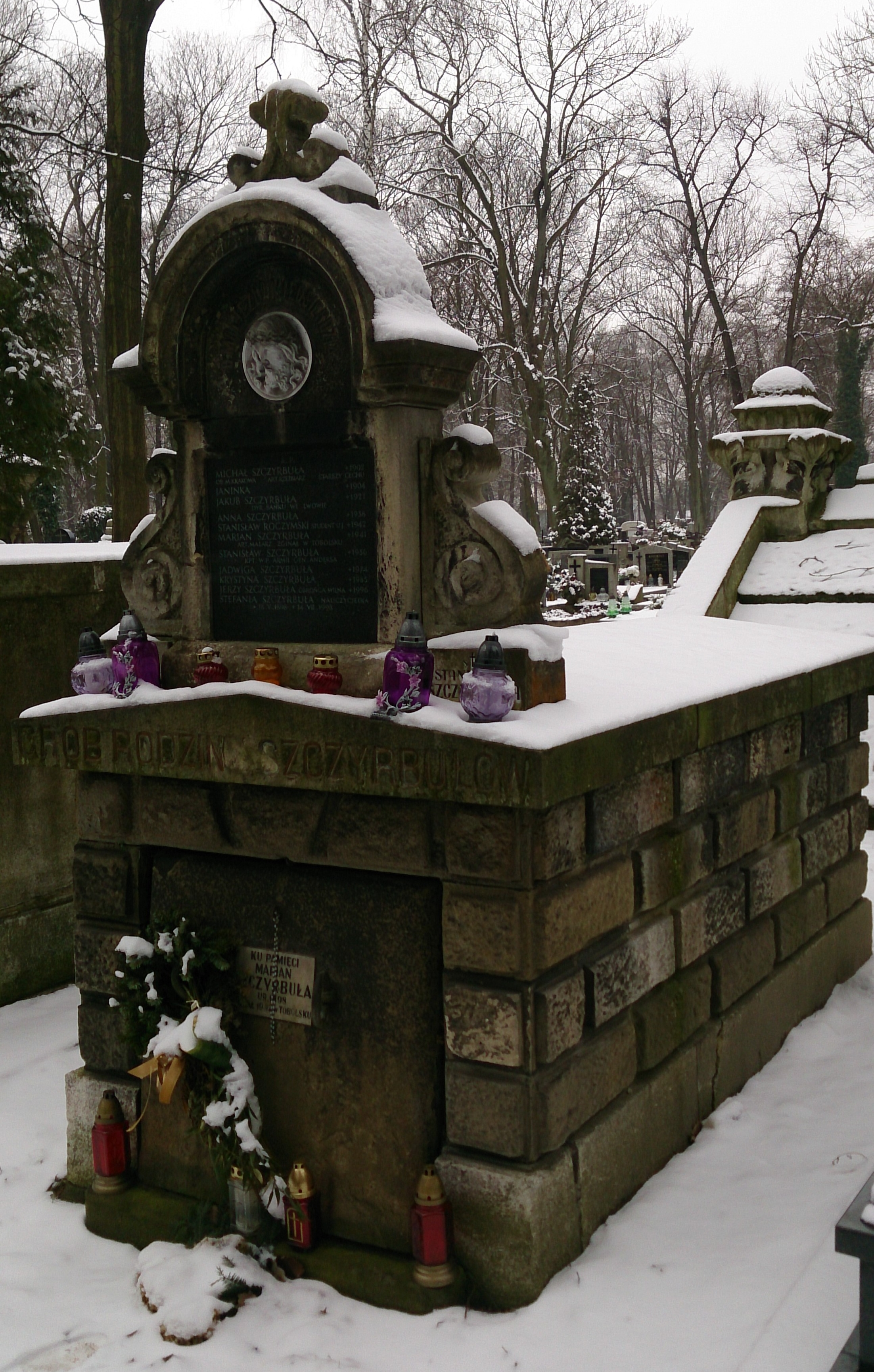
Grobowiec rodzinny Szczyrbułów na Cmentarzu Rakowickim w Krakowie, na którym umieszczona tablica upamiętniająca Mariana Szczyrbułę

Marian Szczyrbuła (ur. 10 października 1899 w Krakowie, zm. 1942 w Tobolsku) – polski malarz, przedstawiciel formizmu i koloryzmu.

## Życiorys
W latach 1916–1921 odbywał studia artystyczne w Akademii Sztuk Pięknych w Krakowie pod kierunkiem Józefa Mehoffera i Wojciecha Weissa. Jeszcze w czasie studiów związał się z ruchem futurystycznym w Krakowie, nawiązując przyjaźnie z Brunonem Jasieńskim i Stanisławem Młodożeńcem. W latach 1922–1924 był nauczycielem rysunków w seminarium nauczycielskim w Tarnopolu. Po uzyskaniu stypendium państwowego, we wrześniu 1924 wyjechał do Paryża z grupą malarzy zwaną „komitetem paryskim”. Po powrocie w 1925 roku dostał posadę nauczycielską w Stryju, gdzie pracował do 1930 roku. Po rocznym kursie robót ręcznych w Warszawie początkowo jeden rok pracował w Wilnie, a potem został przeniesiony do Wilejki. W 1935 roku został nauczycielem gimnazjum w Dziśnie. Zajmując się pracą nauczycielską na prowincji, utrzymywał nadal kontakty z kolegami z Akademii i brał udział w wystawach. Po zajęciu we wrześniu 1939 roku wschodnich terenów Polski przez ZSRR, uczył rysunku w powstałej w Dziśnie szkole białoruskiej.
Wiosną 1941 roku został aresztowany przez władze ZSRR i, wraz z innymi przedstawicielami miejscowej inteligencji polskiej, deportowany do Tobolska za Uralem. Tam zmarł zimą 1941/1942. Według relacji ocalałych, jego zamarznięte ciało znaleziono na ulicy. Tablica upamiętniająca Mariana Szczyrbułę jest umieszczona na grobowcu rodzinnym Szczyrbułów na Cmentarzu Rakowickim w Krakowie.

## Twórczość
Przed wojną najwięcej wystawiał z krakowską grupą „Zwornik” w Krakowie i Lwowie, a do 1939 roku wysyłał swoje obrazy na doroczne wystawy Instytutu Propagandy Sztuki w Warszawie. Prezentował na nich obrazy, których tematem były pejzaże i architektura okolic Stryja, Borysławia, Drohobycza oraz Wileńszczyzny. Większość obrazów z okresu dziśnieńskiego najprawdopodobniej spaliła się w 1944 roku. Malował również portrety i autoportrety. Budował swoje obrazy z plam barwnych rzucanych na płótno to silniejszymi, to słabszymi, różnokierunkowymi uderzeniami pędzla. Koloryt jego prac był zazwyczaj ciemny, niepozbawiony niekiedy ostrzejszych dysonansów barwnych, forma zaś w dużym stopniu uogólniona, jak przystało na dawniejszego zwolennika formizmu, a późniejszego kolorystę.
Obrazy Mariana Szczyrbuły wystawiane były po wojnie na różnych wystawach tematycznych, jak np. Ekspresjonizm w sztucę Polskiej, Formiści, Kapiści oraz na poświęconych mu wystawach pośmiertnych.
Obrazy malarza znajdują się między innymi w Muzeum Narodowym w Warszawie, Muzeum Narodowym w Krakowie, Muzeum Narodowym we Wrocławiu, Muzeum Sztuki w Łodzi, Muzeum Narodowym w Poznaniu, Muzeum Narodowym w Kielcach, Muzeum Górnośląskim w Bytomiu, Muzeum Pomorza Środkowego w Słupsku.